# Chalkis

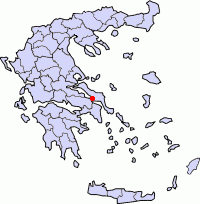
Chalkis läge i Grekland

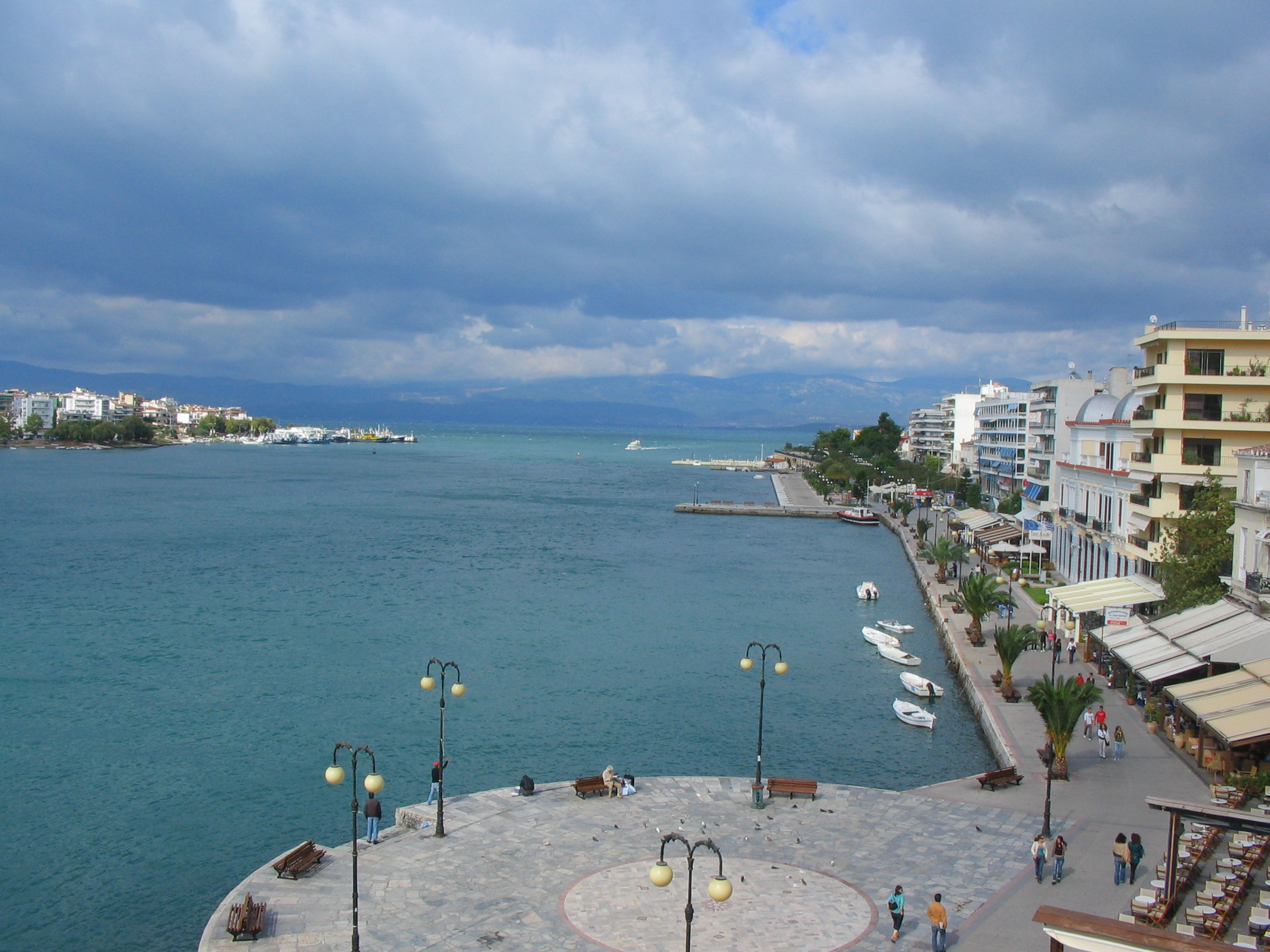
Euripussundet med Chalkis hamn.

Chalkis (nygrekiska Χαλκίδα Chalkida, klassisk grekiska Χαλκίς), antik jonisk och nutida stad på ön och i länet Euboia i Grekland. Chalkis ligger vid sundet Euripos mellan ön Euboia och fastlandet. På smalaste stället är sundet bara 38 m, och det har ända sedan 411 f.Kr. funnits en bro till Boiotien. 
Chalkis drev i forntiden en blomstrande handel, företrädesvis med bergverksprodukter, och anlade många kolonier. Bland annat deltog emigranter från Chalkis i grundandet av staden Naxos på Sicilien cirka 735 f.Kr. eller möjligen cirka 760 f.Kr.. Chalkis låg ofta i krig med grannstaden Eretria. År 506 f.Kr. tvingades staden underkasta sig Aten.
Under medeltiden kallades staden Euripos, och av italienarna Negroponte, men den har nu återfått sitt gamla namn och är åter öns huvudstad (sedan 1899) och ärkebiskopssäte. Den är omgiven av mäktiga venetianska murar och har många moskéer. Den är ofta hemsökt av jordbävningar och har nästan inga minnesmärken från forntiden bevarade.